# Juuso Välimäki
Juuso Välimäki (Tampere, Finlandia, 6 de octubre de 1998) es un jugador profesional finlandés de hockey sobre hielo que se desempeña en la posición de defensor izquierdo en Utah Hockey Club, equipo de la National Hockey League (NHL).

## Carrera
Fue seleccionado en la primera ronda en la NHL Entry Draft de 2017. En 2018, hizo su debut en la NHL con el equipo Calgary Flames, en el cual jugó tres temporadas (2018-2019, 2020-2022), después pasó a Arizona Coyotes (2022-2024), luego a Utah Hockey Club.